# آویکو، بخش هارجو
آویکو، بخش هارجو (به لاتین: Aaviku, Harju County) یک روستا در استونی با جمعیت ۱۹۴ نفر است که در دهستان رائه واقع شده‌است.